# Близнино (Камешковский район)
Близнино — деревня в Камешковском районе Владимирской области России, входит в состав муниципального образования Второвское.

## География
Деревня расположена в 7 км на юг от центра поселения села Второво, в 20 км на северо-восток от Владимира близ автодороги 17Н-3 Хохлово – Камешково – Ручей.

## История
В конце XIX — начале XX века деревня входила в состав Лаптевской волости Владимирского уезда, с 1924 года — в составе Второвской волости. В 1859 году в деревне числилось 44 дворов, в 1905 году — 78 дворов, в 1926 году — 65 хозяйств.
С 1929 года деревня являлась центром Близнинского сельсовета Владимирского района, с 1940 года — в составе Второвского сельсовета Камешковского района, с 2005 года — в составе муниципального образования Второвское.

## Население
| 1859 | 1905 | 1926 |
| ---- | ---- | ---- |
| 280  | 325  | 264  |

| 1859 | 1905 | 1926 | 2002 | 2010 | 2021 |
| ---- | ---- | ---- | ---- | ---- | ---- |
| 280  | ↗325 | ↘264 | ↘19  | ↘18  | ↗28  |